# Pleuston

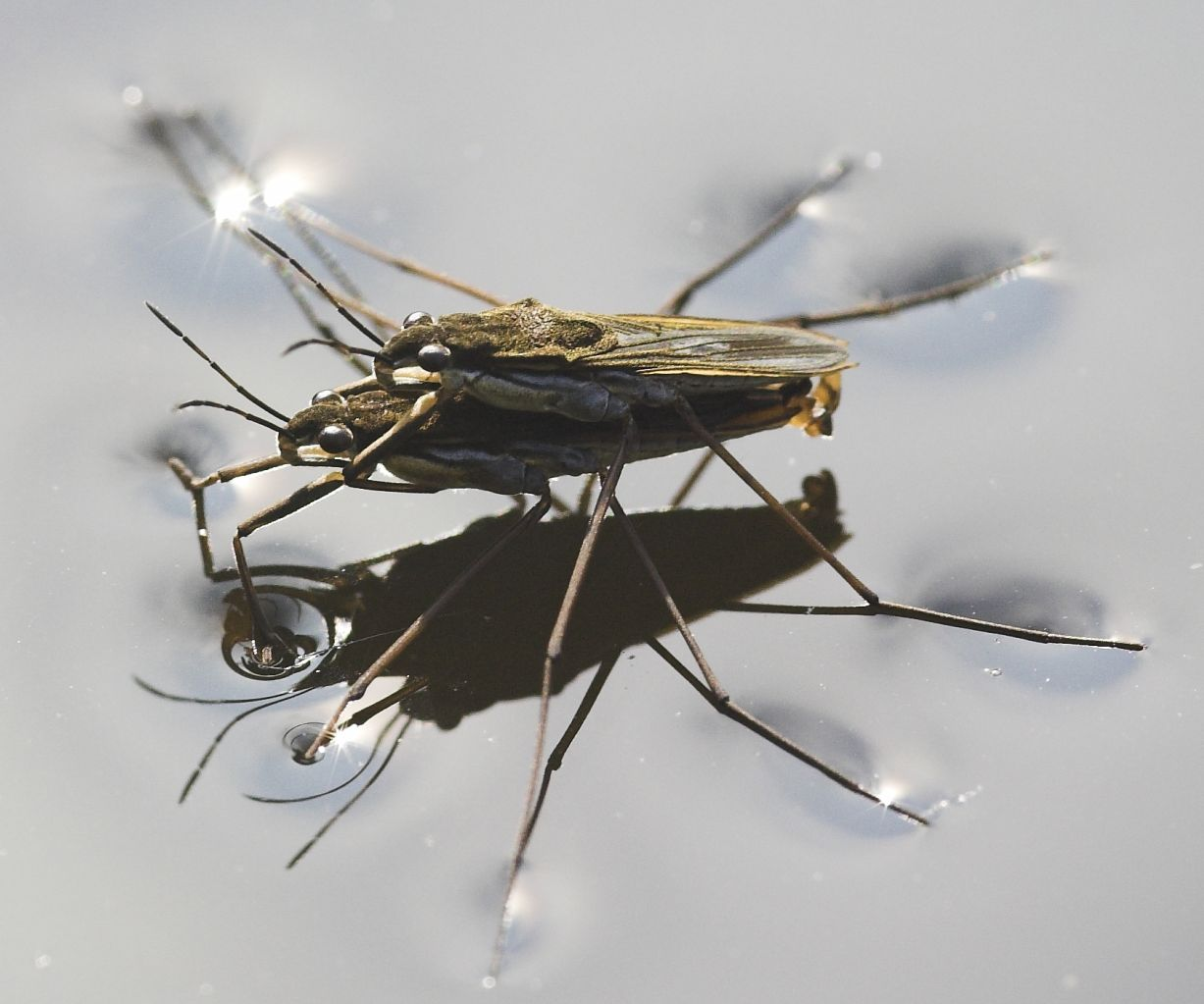
Skräddare lever på vattenytan.

Pleuston är ett begrepp som betecknar arter som lever vid gränsen mellan luft och vatten, till exempel blåsmanet. Ordet är en analogibildning till plankton och lanserades 1896 av Carl Schroeter.  